# Ekati-Diamantenmine

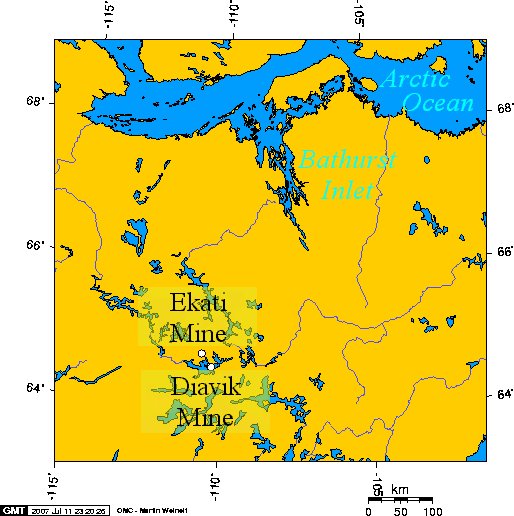
Ekati-Diamantenmine und die Diavik-Diamantenmine am Lac de Gras.

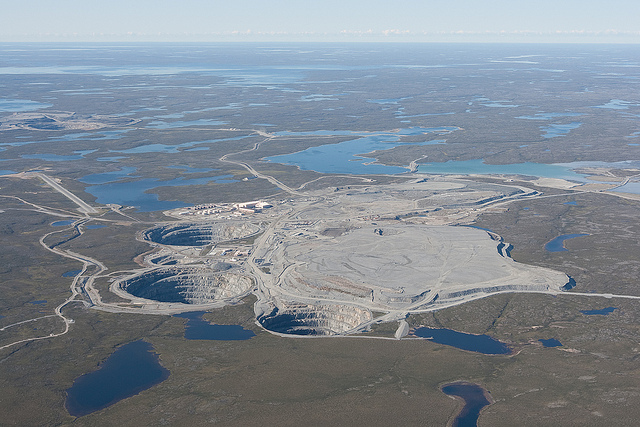
Ekati-Diamantenmine

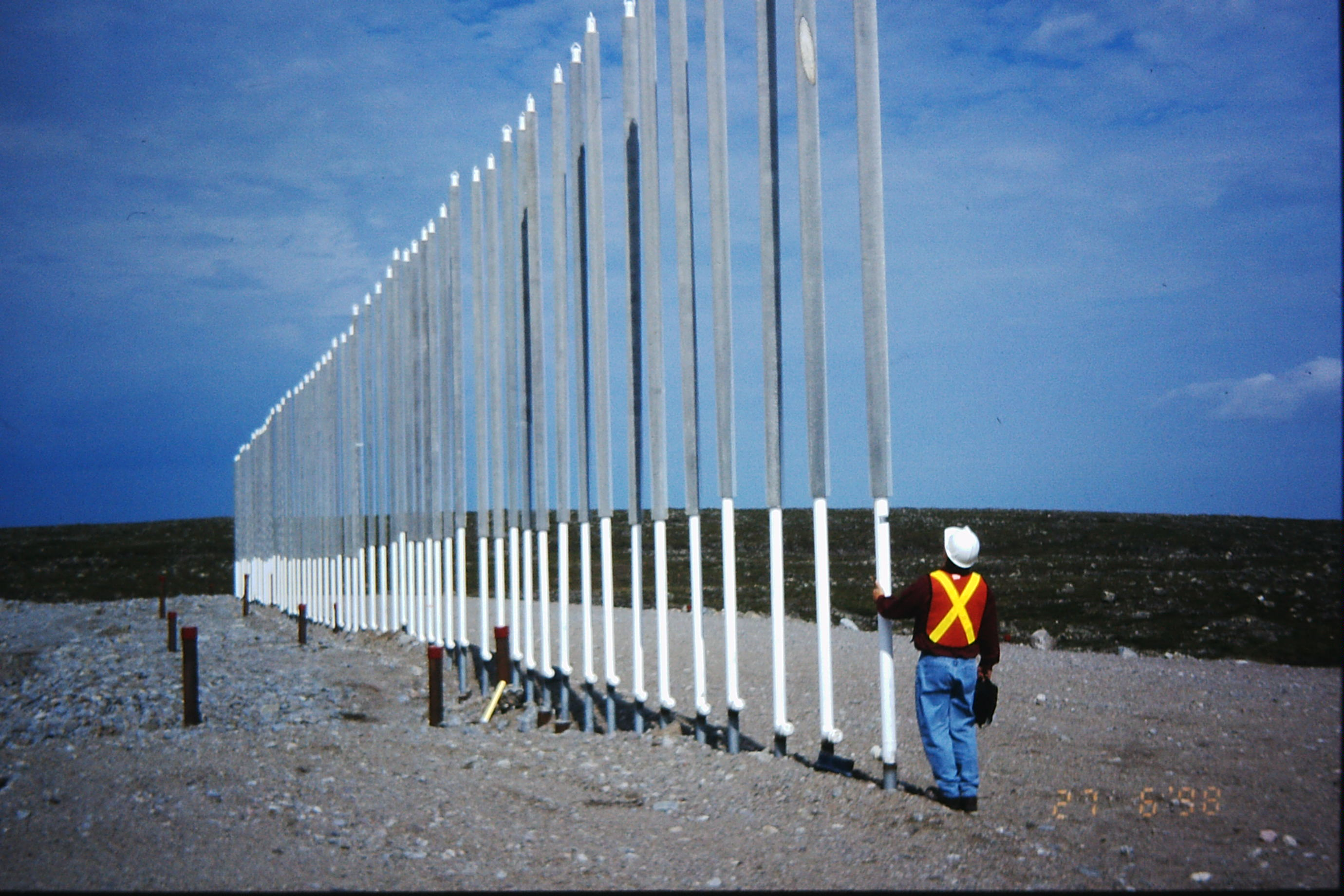
Heat-Pipes halten den Untergrund gefroren und verhindern, dass in diesem seereichen Gebiet Wasser in den Tagebau der Ekati-Diamantenmine eindringt. Aufnahme: Juni 1998

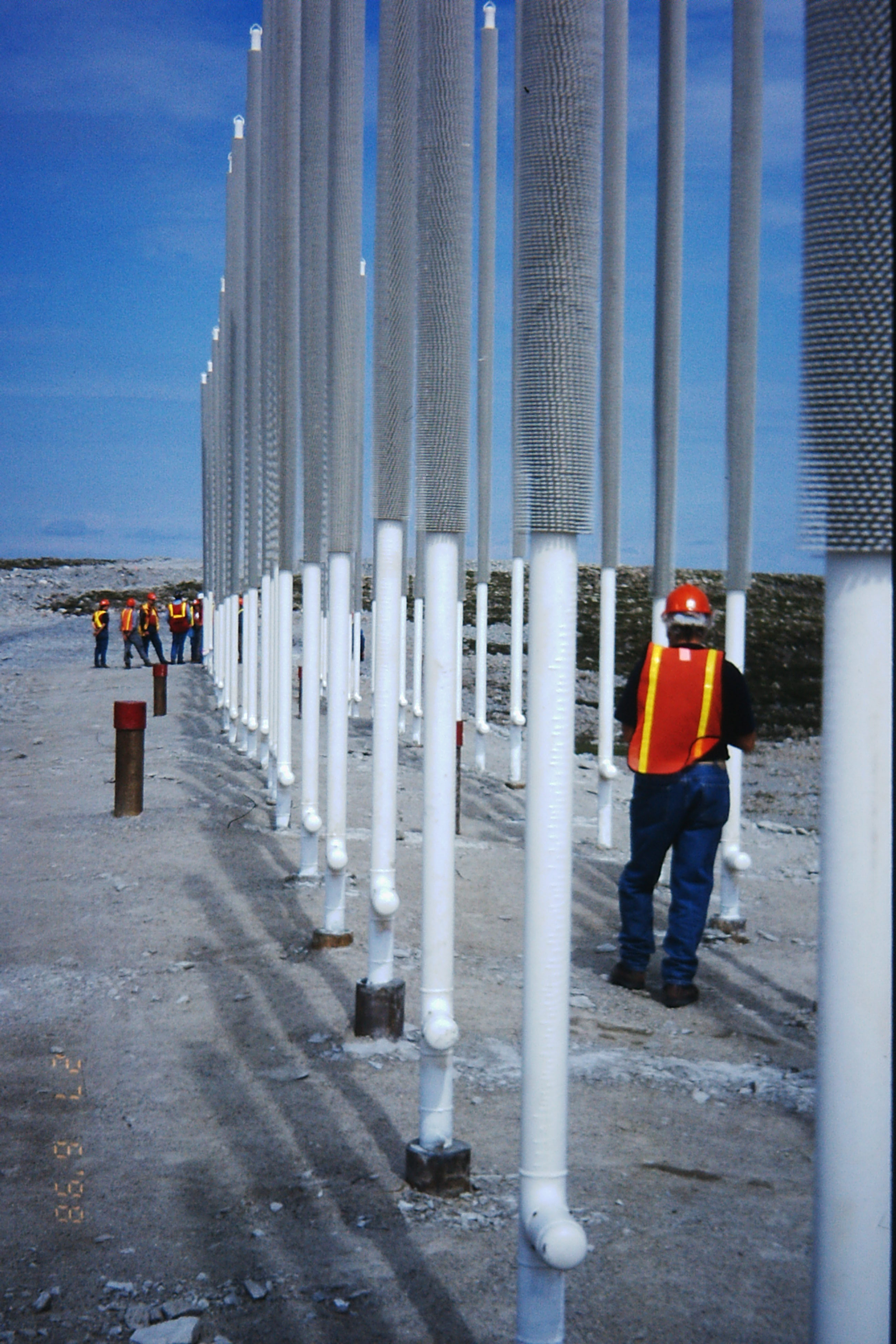
Hier erzeugen Heat-Pipes in einem Damm einer Abraumhalde künstlich Permafrost, um das Durchsickern von belastetem Wasser in die Umwelt zu verhindern.

Die Ekati-Diamantenmine ist Kanadas erste Diamantenmine.
Sie liegt am Lac de Gras 300 km nordöstlich von Yellowknife in den Northwest Territories und 200 km südlich des Polarkreises. Ekati ist ein Joint Venture zwischen der Dominion Diamond Corporation (80 %), und den zwei Geologen Chuck Fipke und Stewart Blusson (* 1939) (jeweils 10 %), die Kimberlit nördlich von Lac de Gras entdeckten.

## Geschichte
Die Bodenschätze wurden im Jahr 1991 von Chuck Fipke und Stewart Blusson entdeckt, die in dieser Region schon fast zehn Jahre suchten und bereits 1985 Kimberlit entdeckten. Ekati wurde offiziell am 14. Oktober 1998 eröffnet und wird von der Dominion Diamond Corporation betrieben. Auf dem Landweg ist die Mine nur zwei Monate des Jahres über die gewerblich betriebene Eisstraße Tibbitt to Contwoyto Winter Road erreichbar.

## Abbau
Zwischen 1998 und 2011 förderte die Mine im Tage- und Tiefbau mehr als 50 Millionen Karat Diamanten. Die Produktion soll noch bis mindestens 2019 fortgesetzt werden.

## Versorgung
Die Nachschubversorgung der Mine ist äußerst schwierig, rund zehn Monate im Jahr sind sie und einige weitere Minen vom Rest des Kanadischen Straßennetzes abgeschnitten und nur über den Luftweg zu erreichen. Güter, die zu schwer für den Lufttransport sind, werden auf der eigens dafür jährlich neu errichteten Tibbitt to Contwoyto Winter Road transportiert. Diese Versorgungsfahrten waren Thema der der Doku-Serie Ice Road Truckers, die von The History Channel produziert und in Deutschland von RTL ausgestrahlt wurde.

## Einzelbelege
1. 1 2 3  Dan Zlotnikoc: A norther star - Canada's first diamond mine celebrates a milestone. In: CIM Magazine. 3. Jahrgang, Nr. 7. CIM Magazine, November 2008, ISSN 1718-4177, S. 40–43, übernommen aus der englischen Wikipedia.